# Trophée de France 1998
Navigation
Édition précédente Édition suivante
Le Trophée de France est une compétition internationale de patinage artistique qui se déroule en France au cours de l'automne. Il accueille des patineurs amateurs de niveau senior dans quatre catégories: simple messieurs, simple dames, couple artistique et danse sur glace. En 1998 il s'appelait également Trophée Lalique.
Le douzième Trophée de France est organisé du 20 au 22 novembre 1998 au palais omnisports de Paris-Bercy. Il est la quatrième compétition du Grand Prix ISU senior de la saison 1998/1999.

## Résultats

### Messieurs
| Rang | Nom               | Pays        | Points | Prog. court | Prog. libre |
| ---- | ----------------- | ----------- | ------ | ----------- | ----------- |
| 1    | Aleksey Yagudin   | Russie      | 2.0    | 2           | 1           |
| 2    | Michael Weiss     | États-Unis  | 2.5    | 1           | 2           |
| 3    | Emanuel Sandhu    | Canada      | 5.5    | 5           | 3           |
| 4    | Dmytro Dmytrenko  | Ukraine     | 5.5    | 3           | 4           |
| 5    | Laurent Tobel     | France      | 8.0    | 4           | 6           |
| 6    | Andrejs Vlascenko | Allemagne   | 9.0    | 8           | 5           |
| 7    | Roman Skorniakov  | Ouzbékistan | 11.0   | 6           | 8           |
| 8    | Sven Meyer        | Allemagne   | 11.5   | 9           | 7           |
| 9    | Thierry Cérez     | France      | 12.5   | 7           | 9           |
| 10   | Makoto Okazaki    | Japon       | 15.5   | 11          | 10          |
| 11   | Angelo Dolfini    | Italie      | 16.0   | 10          | 11          |

### Dames
| Rang | Nom               | Pays       | Points | Prog. court | Prog. libre |
| ---- | ----------------- | ---------- | ------ | ----------- | ----------- |
| 1    | Maria Butyrskaya  | Russie     | 2.5    | 3           | 1           |
| 2    | Nicole Bobek      | États-Unis | 2.5    | 1           | 2           |
| 3    | Vanessa Gusmeroli | France     | 5.0    | 4           | 3           |
| 4    | Elena Liashenko   | Ukraine    | 5.0    | 2           | 4           |
| 5    | Laëtitia Hubert   | France     | 7.5    | 5           | 5           |
| 6    | Diána Póth        | Hongrie    | 9.0    | 6           | 6           |
| 7    | Mojca Kopač       | Slovénie   | 11.0   | 8           | 7           |
| 8    | Andrea Diewald    | Allemagne  | 11.5   | 7           | 8           |
| 9    | Tara Ferguson     | Canada     | 13.5   | 9           | 9           |

### Couples
| Rang | Nom                                 | Pays       | Points | Prog. court | Prog. libre |
| ---- | ----------------------------------- | ---------- | ------ | ----------- | ----------- |
| 1    | Sarah Abitbol / Stéphane Bernadis   | France     | 1.5    | 1           | 1           |
| 2    | Kyoko Ina / John Zimmerman          | États-Unis | 4.0    | 4           | 2           |
| 3    | Marina Eltsova / Andrei Bushkov     | Russie     | 4.0    | 2           | 3           |
| 4    | Kristy Sargeant / Kris Wirtz        | Canada     | 5.5    | 3           | 4           |
| 5    | Tatiana Totmianina / Maksim Marinin | Russie     | 7.5    | 5           | 5           |
| 6    | Valerie Saurette / J S Fecteau      | Canada     | 9.0    | 6           | 6           |
| 7    | Oľga Beständigová / Jozef Beständig | Slovaquie  | 10.5   | 7           | 7           |

### Danse sur glace
| Rang | Nom                                     | Pays       | Points | Danse imposée | Danse originale | Danse libre |
| ---- | --------------------------------------- | ---------- | ------ | ------------- | --------------- | ----------- |
| 1    | Marina Anissina / Gwendal Peizerat      | France     | 2.0    | 1             | 1               | 1           |
| 2    | Barbara Fusar-Poli / Maurizio Margaglio | Italie     | 4.0    | 2             | 2               | 2           |
| 3    | Margarita Drobiazko / Povilas Vanagas   | Lituanie   | 6.0    | 3             | 3               | 3           |
| 4    | Anna Semenovich / Vladimir Fedorov      | Russie     | 8.6    | 4             | 5               | 4           |
| 5    | Galit Chait / Sergei Sakhnovski         | Israël     | 10.2   | 7             | 4               | 5           |
| 6    | Marie-France Dubreuil / Patrice Lauzon  | Canada     | 12.6   | 6             | 7               | 6           |
| 7    | Isabelle Delobel / Olivier Schoenfelder | France     | 12.6   | 5             | 6               | 7           |
| 8    | Eliane Hugentobler / Daniel Hugentobler | Suisse     | 17.4   | 10            | 9               | 8           |
| 9    | Magali Sauri / Olivier Chapuis          | France     | 18.0   | 8             | 8               | 10          |
| 10   | Debbie Kogel / Oleg Fediukov            | États-Unis | 18.6   | 9             | 10              | 9           |

## Sources
- (en) Résultats du Trophée Lalique 1998 sur le site de l'International Skating Union
- Patinage Magazine N°65 (Janvier/Février 1999)